# Iglesia de San Francisco (Castro)

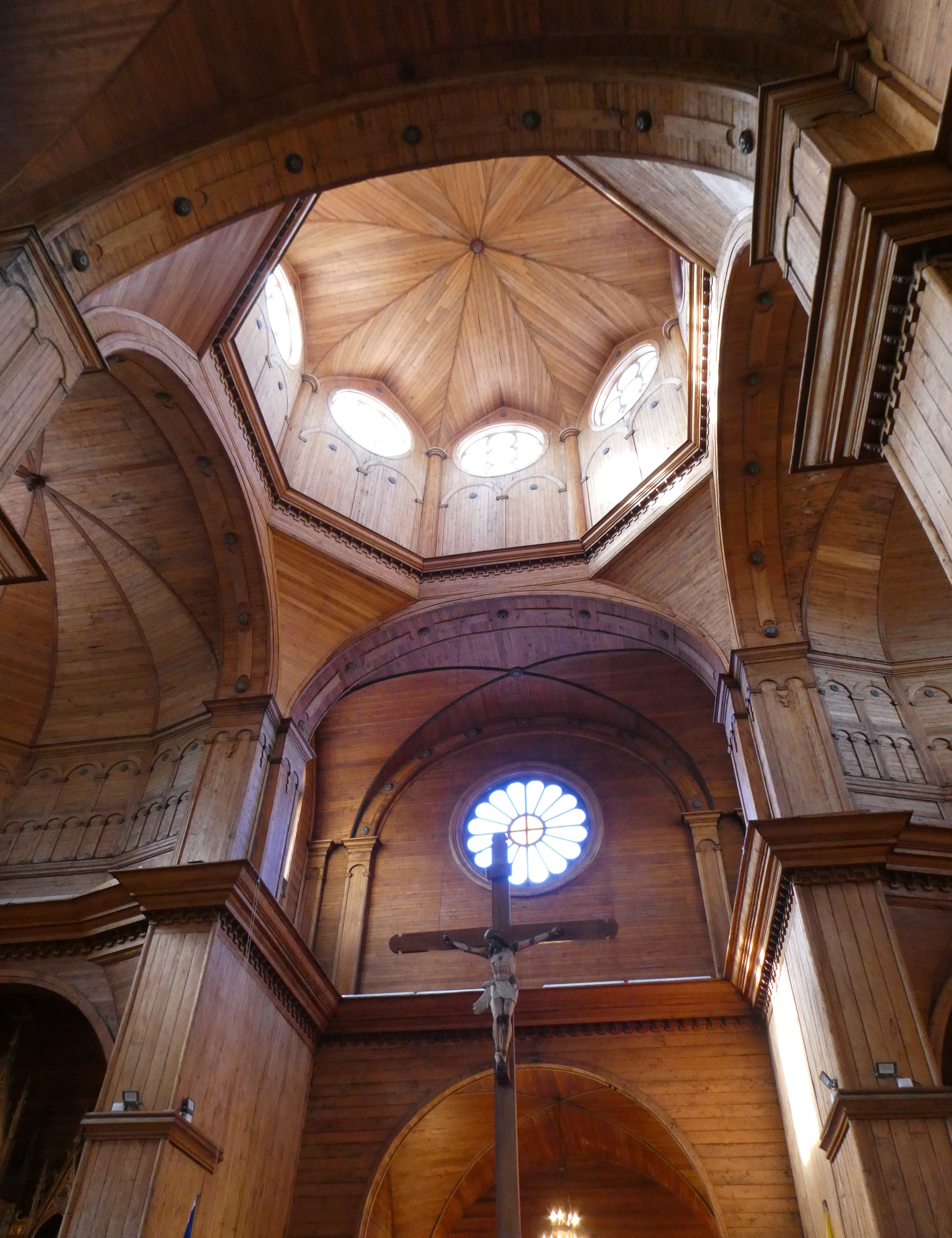
Crucero y cúpula en madera.

La iglesia San Francisco, ubicada a un lado de la plaza de Armas de Castro, Chile, es el principal templo católico de la capital de la Provincia de Chiloé. Posee una superficie de 1404 m², un ancho de 25 m, una longitud de 54 m una altitud de 16 m al cielo de la bóveda central, además, cuenta con una cúpula sobre el presbiterio de 32 m y la altitud de sus torres es de 42 m. Es conocida también como "Iglesia Apóstol Santiago" y de forma errónea, como la "Catedral", que en realidad se encuentra en Ancud, cabecera de la diócesis homónima, en cambio este templo es cabecera de una de las veinticuatro parroquias que componen esta diócesis. Se encuentra bajo la advocación de san Francisco de Asís, de ahí su nombre.
Este templo fue declarado Monumento Histórico Nacional en 1979 y Patrimonio de la Humanidad ante la Unesco el 30 de noviembre de 2000.
La construcción en los años 2010 del Mall Paseo Chiloé generó un impacto negativo en la iglesia, afectando su «valor universal excepcional». En un informe en 2014, la Unesco declaró que si dicho centro comercial no disminuía su altura y su masa, en junio de 2015 la iglesia habría de ingresar en la Lista de Patrimonio Mundial en Peligro.

## Historia
La ciudad de Castro fue fundada en febrero de 1567 por Martín Ruiz de Gamboa yerno de Rodrigo de Quiroga (gobernador del Reino de Chile), el cual le encomendó la misión de fundar una ciudad en el archipiélago de Chiloé, bautizándola como Santiago de Castro. Ese mismo año se construyó un templo con el nombre de apóstol Santiago, el cual sería utilizado para la evangelización de los pueblos indígenas de Chiloé. Dicho recinto sería incendiado y reconstruido varias veces, hasta su reconstrucción definitiva en 1771, utilizándose después como parroquia a cargo de los jesuitas,[cita requerida] en donde se establecieron los franciscanos provenientes de los colegios de Chillán en 1768 y de Ocopa de Perú en 1771.

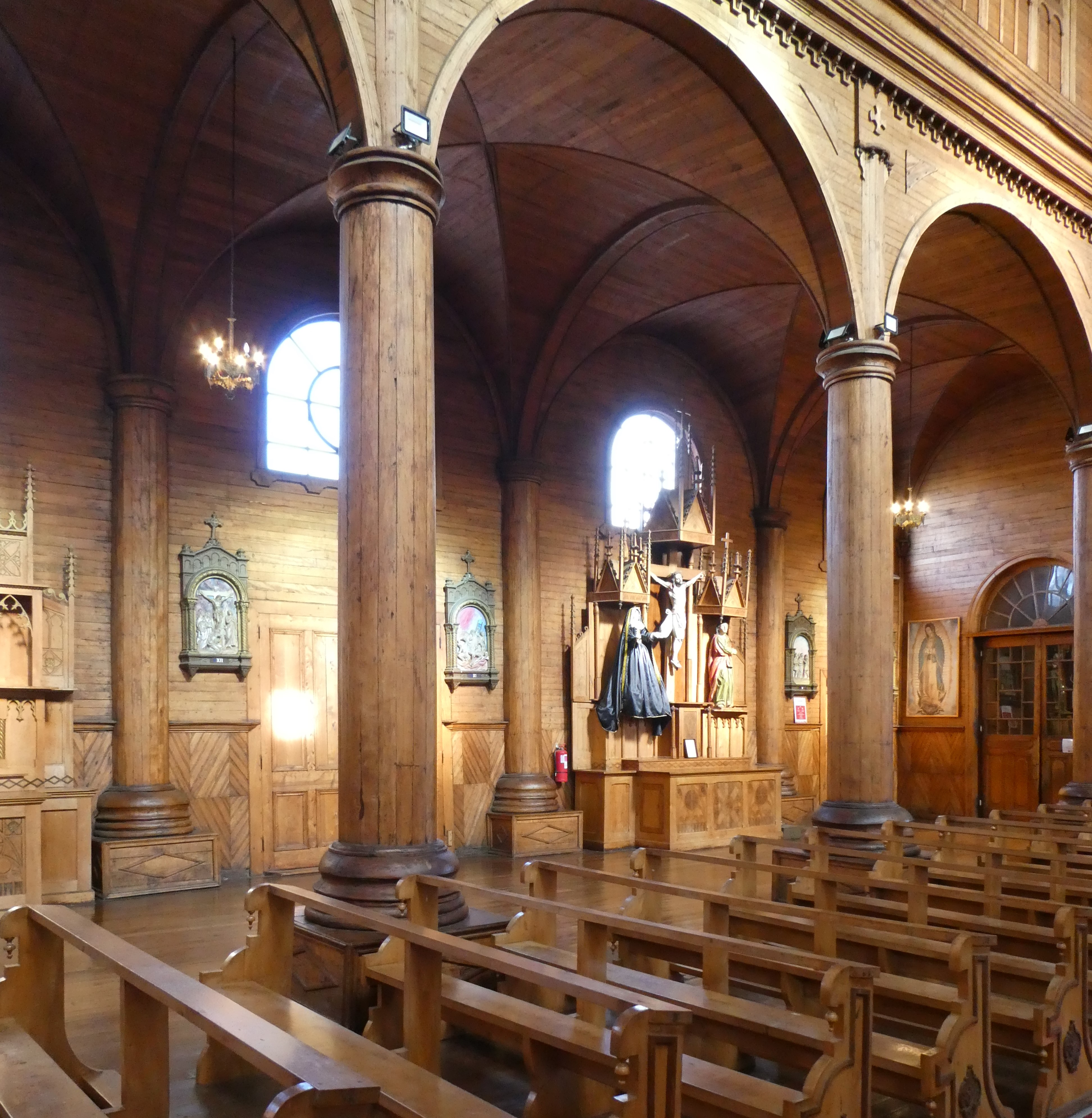
Nave lateral derecha.

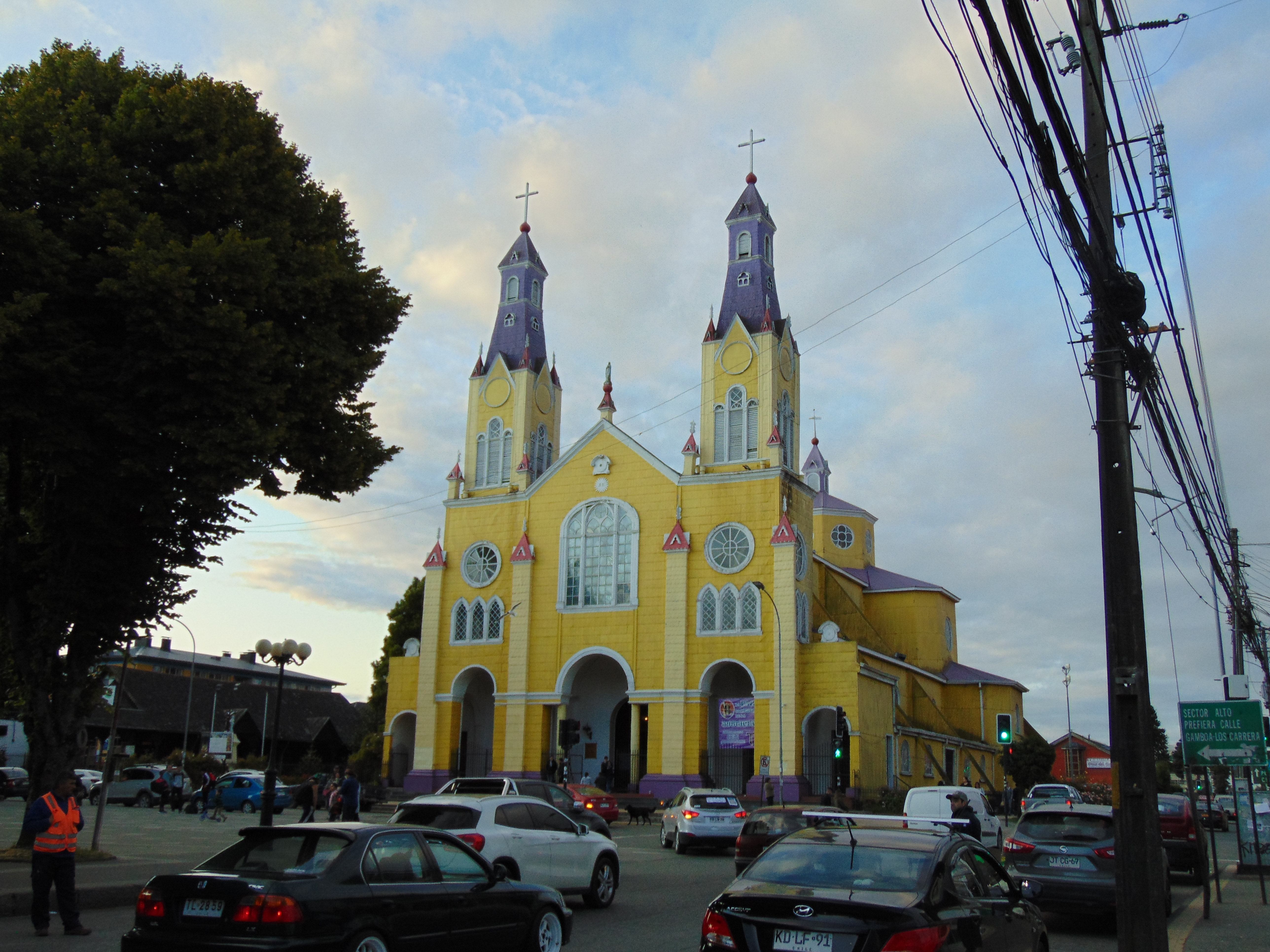
Fachada de la iglesia.

El templo actual fue construido en el mismo lugar en que fueron erigidas otras dos iglesias, destruidas por incendios en 1857 y 1902. Su construcción fue liderada por el sacerdote Fray Ángel Custodio Subiabre Oyarzún, a cargo del convento, desde 1910 hasta 1912. El 8 de agosto de 1911 la iglesia en construcción se derrumbó a causa de un gran temporal y hubo que reconstruirla. Finalmente, se completó a fines de 1912.

## Arquitectura
El diseño es obra del arquitecto italiano Eduardo Provasoli, y no tiene el aspecto típico de las iglesias chilotas, sino un diseño neogótico. El plano original contemplaba imágenes en las torres, pero la idea fue abandonada luego de que una tempestad derribara algunas. El templo fue realizado por carpinteros de Chiloé dirigidos por Salvador Calixto Sierpe de Yutuy.
En las estructuras se ocuparon maderas de la zona, tales como alerce, ciprés de las Guaitecas, coigüe y otras maderas nativas. Los interiores son de raulí (importado desde el continente) y olivillo; en cambio el frontis, la techumbre y forros exteriores son de planchas de hierro galvanizado.
En su interior destaca una imagen del arcángel Miguel victorioso sobre Satanás, y una réplica de la imagen de "el Nazareno" que se encuentra en la iglesia de Caguach.
Su fachada suele ser pintada con vistosos colores que realzan su estética en la Plaza de Armas de la ciudad.

### Dimensiones de la Iglesia

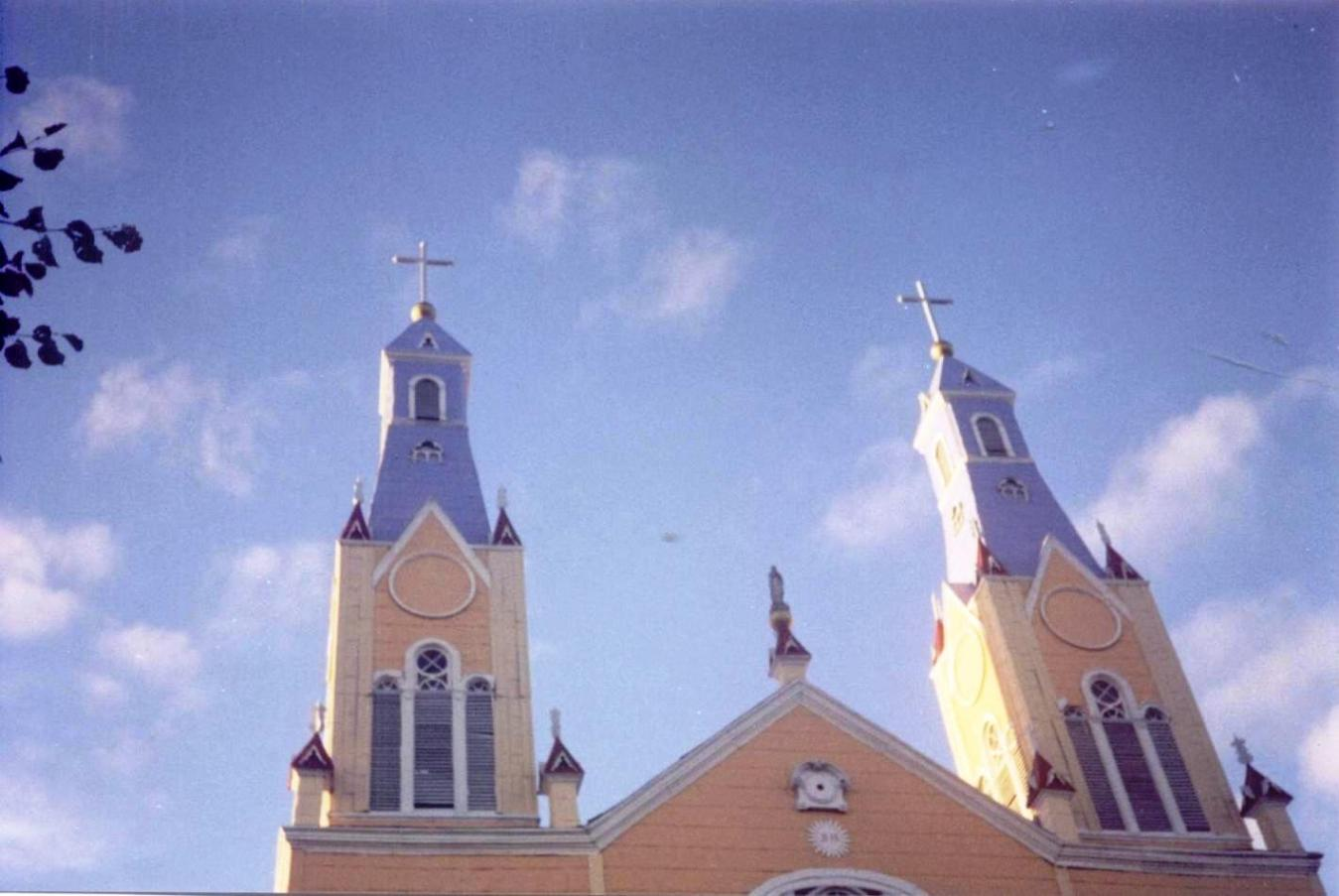
Las torres de la Iglesia de San Francisco tienen 42 metros de altura.

La iglesia de San Francisco tiene 54 metros de largo y 25 metros de ancho, la nave central es de 16 metros de altura y 9 metros de ancho, tiene una cúpula de 32 metros de altura que esta sobre el presbiterio, cuenta con galerías de 3 metros de ancho a sus costados, la zona del coro se encuentra detrás del presbiterio, con una dimensión de 8 por 8 metros. Tiene seis altares laterales: El calvario, La Virgen del Carmen, Padre Pío, El Arcángel Miguel victorioso sobre el Diablo, San Antonio de Padua y Jesús El Nazareno.

### Torres de la iglesia de San Francisco
La iglesia de San Francisco cuenta con dos torres, con altura de 42 metros y ancho de 5 por 5 metros. En cada torre se encuentra una campana de 874,6 kilogramos aproximadamente.

## Galería

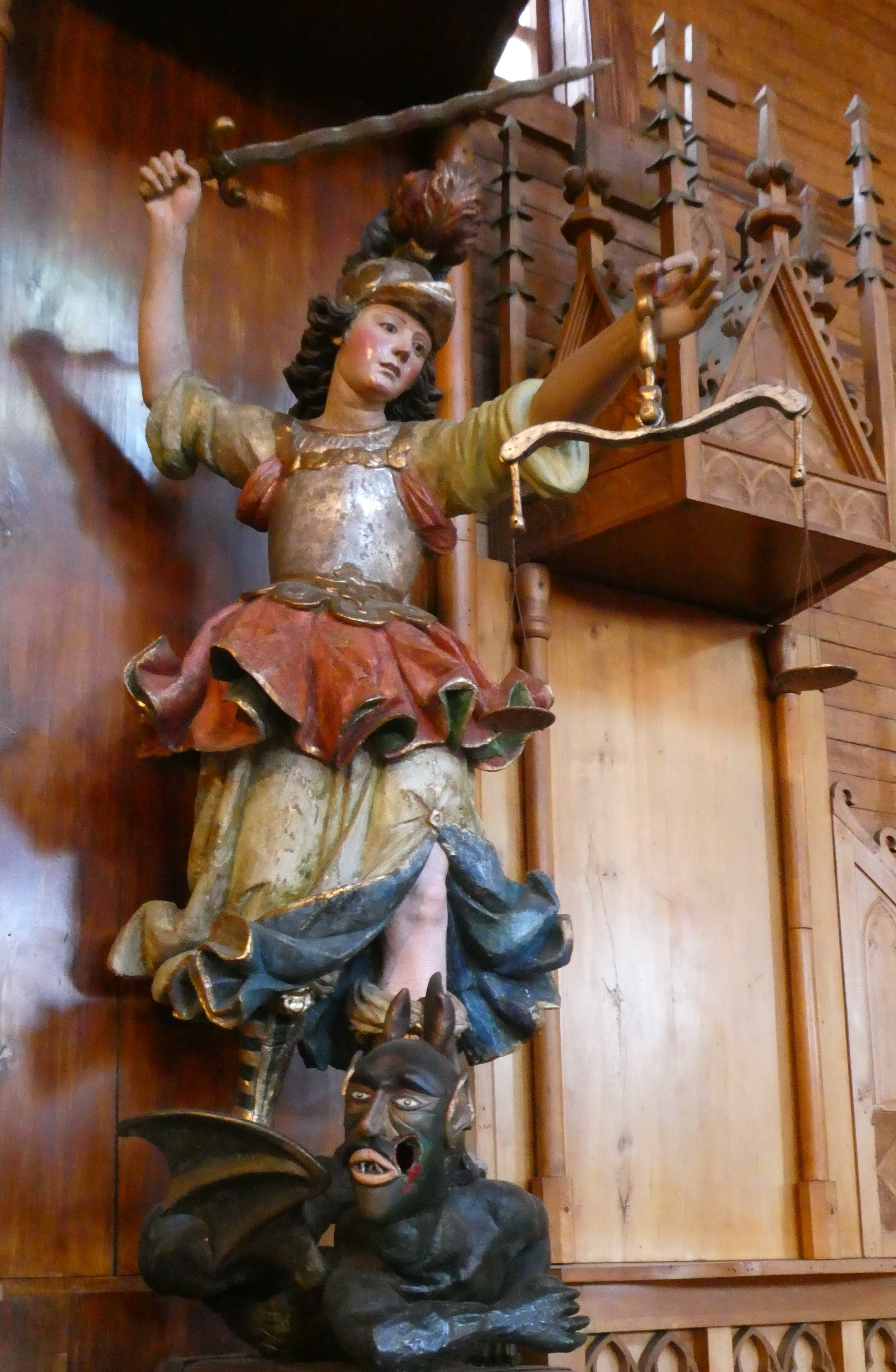
San Miguel Arcángel.
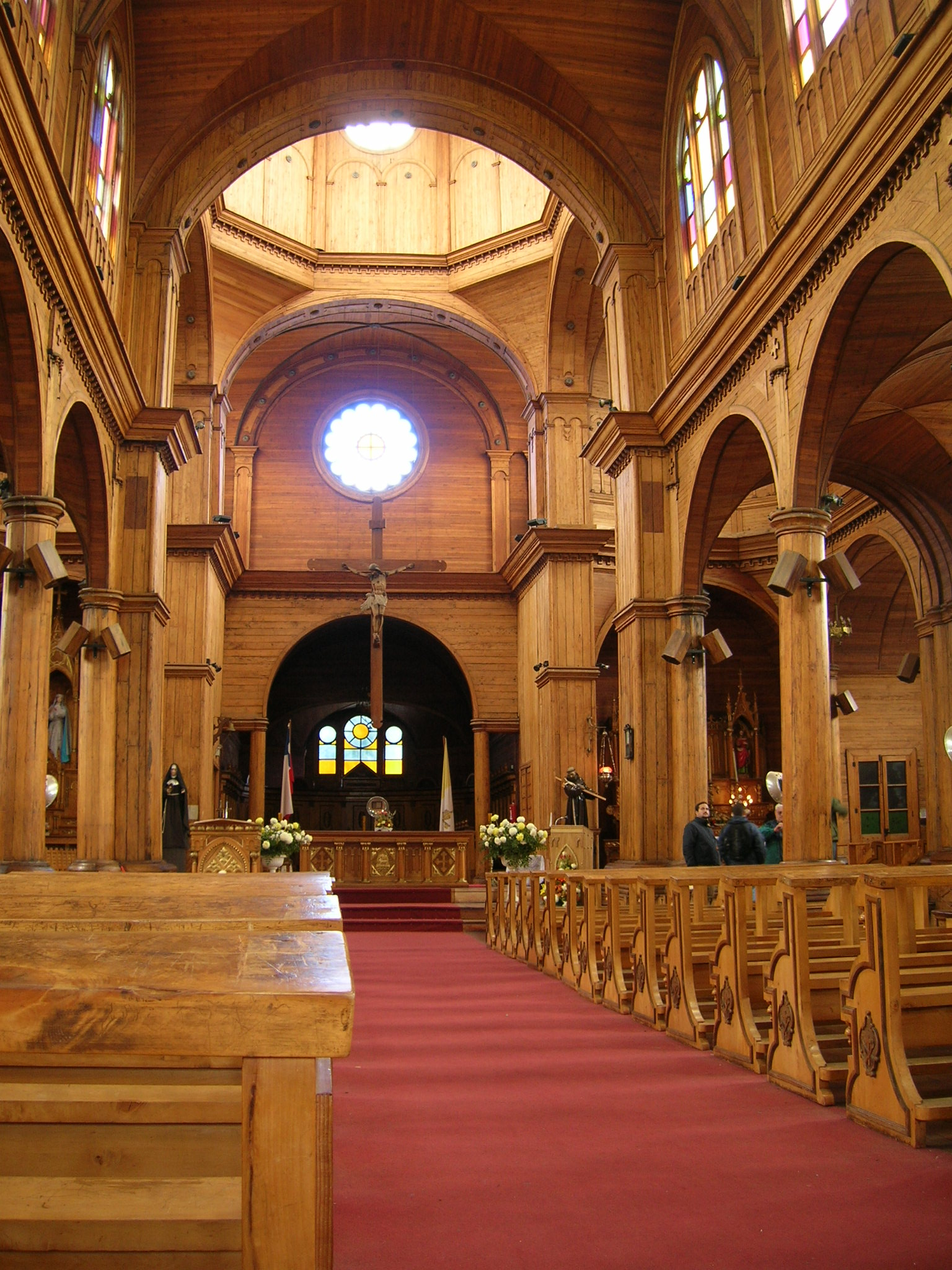
Nave central.
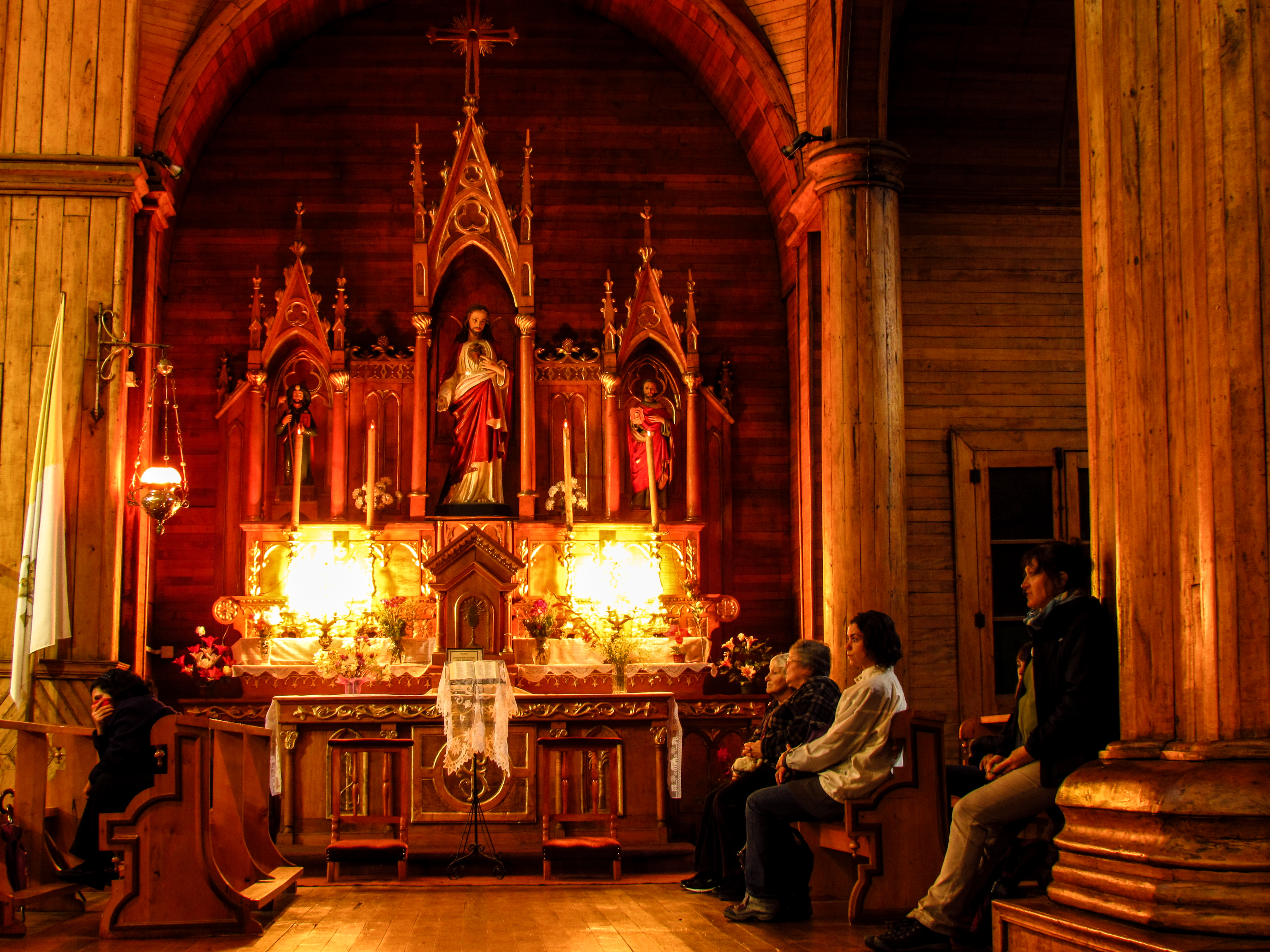
Altar lateral.
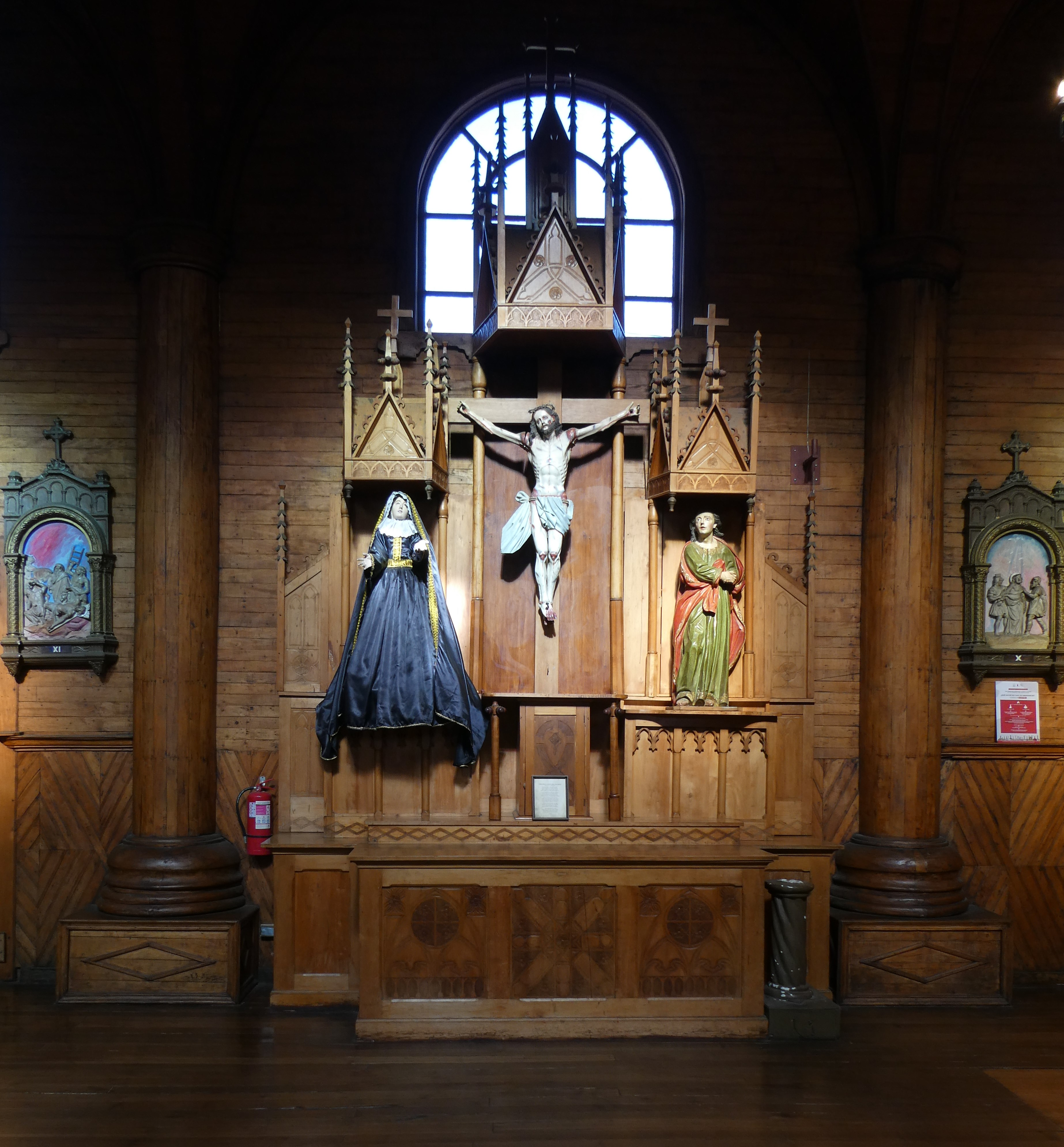
Otro altar lateral.